# Culle
El culli o culle, també anomenat ilinga, va ser una llengua originària poc documentada anteriorment i parlada a la serra nord del Perú, a l'àrea entre la ciutat costanera de Trujillo i el riu Marañón, una àrea que comprèn l'interior del departament de La Libertad i les províncies de Cajabamba i Pallasca.
El culli va parlar-se per almenys una família a la localitat de Tauca, província de Pallasca, fins a la meitat de segle xx. Encara que sembla que el culli ha estat desplaçat en tot el seu domini per l'espanyol, la possibilitat que quedin parlants en alguna poblet remot no pot descartar-se del tot.

## Classificació
A causa del seu pobre coneixement, no ha estat possible classificar de manera definitiva la llengua culli. Greenberg i Ruhlen situen el culli dins d'un grup septentrional de les llengües andines, en connexió amb la seva proposta de la hipòtesi amerindia. Altres llengües andines septentrionals són l'hivito-cholón, les llengües catacaoanes, el leco i el sechurano. No obstant això, aquesta classificació es basa en dades molt pobres i la majoria dels especialistes la consideren inconcluent i altament especulativa.

## Descripció lingüística
Se'n coneixen alguns detalls per diverses llistes de paraules recollides quan l'idioma encara es parlava i a través del vocabulari prestat a l'espanyol parlat a la regió. Una d'aquestes llistes és la famosa llista del bisbe Martínez Compañón.

### Vocabulari
El poc que es coneix de la llengua culle consisteix bàsicament de vocabulari, una llista simple de paraules donades per Loutkotka. Algunes d'aquestes paraules són:
- ahhi - dona
- coñ - aigua
- čallua - peix
- čollapù - mort
- ču - cap
- čuko - terra, sòl
- čukuáll - cor
- gorán - riu
- kankiù - riure
- keda - llac
- kinù - pare
- koñ, goñ - aigua
- kumú - beure
- mú - foc
- múñ - lluna
- tay - muntanya
- urú - arbre
- usú - home